# Catocala demaculata
Catocala demaculata är en fjärilsart som beskrevs av Schultz 1909. Catocala demaculata ingår i släktet Catocala och familjen nattflyn. Inga underarter finns listade i Catalogue of Life.